# Drake Bell
Jared Drake Bell (Orange megye, Kalifornia, 1986. június 27. –) amerikai színész, gitáros, énekes, zenei producer. Drake jóban van Josh Peckkel és Amanda Bynesszal, akikkel az Amanda showban dolgoztak együtt és a Drake és Josh show-ban. Drake a Nickelodeon egyik legkedveltebb csillaga. Drake a közkedvelt showkban tett szert a sikerre és ő írta a Drake és Josh és az iCarly betétdalát, amit az egyik volt kolléganőjével a Megan Parkert alakító Miranda Cosgrove-val adtak elő.

## Magánélet
A kaliforniai Orange megyében született. Az anyja Robin Dodson, híres biliárd játékos. Van 3 bátyja, Joey, Robert és Travis, és egy idősebb nővére, Kellie.

## Pályafutása
Drake feltűnt az Amanda show-ban és a Drake és Josh-ban, illetve a Superheroban és az Enyém, tiéd, miénk családi vígjátékban is.

## Diszkográfia

### Stúdió albumok
| Év   | Cím                                      | Csúcshelyezések | Csúcshelyezések | Csúcshelyezések |
| Év   | Cím                                      | US              | US Rock         | MEX             |
| ---- | ---------------------------------------- | --------------- | --------------- | --------------- |
| 2005 | Telegraph - Kiadó: Nine Yard Records     | —               | —               | —               |
| 2006 | It's Only Time - Kiadó: Universal Motown | 81              | 21              | 4               |

### EP-k
| Év   | Cím                                            | Csúcshelyezések | Csúcshelyezések | Csúcshelyezések |
| Év   | Cím                                            | US              | US Rock         | MEX             |
| ---- | ---------------------------------------------- | --------------- | --------------- | --------------- |
| 2007 | Nashville Sessions - Kiadó: California Records | —               | —               | —               |

### Kislemezek
| Év   | Cím                                                      | Csúcshelyezés | Csúcshelyezés | Album                  |
| Év   | Cím                                                      | US            | US Pop        | Album                  |
| ---- | -------------------------------------------------------- | ------------- | ------------- | ---------------------- |
| 2005 | "I Found a Way"                                          | —             | —             | Telegraph              |
| 2006 | "I Know"                                                 | —             | —             | It's Only Time         |
| 2007 | "Makes Me Happy"                                         | 103           | 67            | It's Only Time         |
| 2007 | "Leave It All to Me" (Miranda Cosgrove feat. Drake Bell) | 100           | 83            | iCarly                 |
| 2008 | "Superhero! Song"                                        | 43            | 28            | Superhero Movie        |
| 2010 | "Our Love"                                               | —             | —             | nem jelent meg albumon |

### Video albumok
| Év   | Cím                                                                                             | Minősítés (eladott példányszám alapján) |
| ---- | ----------------------------------------------------------------------------------------------- | --------------------------------------- |
| 2008 | Drake Bell In Concert - Megjelent: 2008. december 16. - Kiadó: Motown/Universal - Formatum: DVD |                                         |

## Filmográfia
| Film        | Film                            | Film                                       | Film                   | Film                                       |
| Év          | Magyar cím                      | Eredeti cím                                | Szerep                 | Megjegyzés                                 |
| ----------- | ------------------------------- | ------------------------------------------ | ---------------------- | ------------------------------------------ |
| 1996        | Jerry Maguire – A nagy hátraarc | Jerry Maguire                              | Jesse Remo             |                                            |
| 1999        |                                 | The Jack Bull                              | Cage Redding           |                                            |
| 2000        | Pop, csajok satöbbi             | High Fidelity                              | fiatal Rob Gordon      |                                            |
| 2000        |                                 | Perfect Game                               | Bobby Jr.              |                                            |
| 2005        | Enyém, tiéd, miénk              | Yours, Mine and Ours                       | Dylan North            | főszerep                                   |
| 2008        |                                 | Superhero Movie                            | Rick Riker             | főszerep                                   |
| 2008        |                                 | College                                    | Kevin                  | főszerep                                   |
| 2008        |                                 | Unstable Fables: Tortoise vs. Hare         | Butch Hare             | hang                                       |
| 2008        |                                 | The Nutty Professor                        | Harold Kelp            | hang Direct-to-DVD megjelenés              |
| 2011        |                                 | A Fairly Odd Movie: Grow Up, Timmy Turner! | Timmy Turner (felnőtt) |                                            |
| Televízió   |                                 |                                            |                        |                                            |
| Év          | Magyar cím                      | Eredeti cím                                | Szerep                 | Megjegyzések                               |
| 1994        |                                 | Home Improvement                           | Kis Pete               | Epizód: Swing Time                         |
| 1995        |                                 | Minor Adjustments                          | Jordan                 | Epizód: The Ex Files                       |
| 1996        |                                 | ABC Afterschool Special                    | Scott                  | Epizód: Me and My Hormones                 |
| 1997        |                                 | Gun                                        | Brendan                | Epizód: The Hole                           |
| 1998        |                                 | Seinfeld                                   | Kenny                  | Epizód: The Frogger                        |
| 1999 – 2002 | Amanda show                     | The Amanda Show                            | Totally Kyle           |                                            |
| 2002        |                                 | The Nightmare Room                         | Alex Sanders           | Epizód Dear Diary, I'm Dead                |
| 2004 – 2007 | Drake és Josh                   | Drake & Josh                               | Drake Parker           | főszerep                                   |
| 2006        |                                 | Drake & Josh Go Hollywood                  | Drake Parker           |                                            |
| 2006        |                                 | Zoey 101                                   | önmaga                 | Epizód: Spring Fling                       |
| 2007        |                                 | Drake & Josh: Really Big Shrimp            | Drake Parker           |                                            |
| 2008        |                                 | Merry Christmas, Drake & Josh              | Drake Parker           |                                            |
| 2010        |                                 | I <3 Vampires                              | Ian                    | Epizód: I Love Luci Epizód: Four's A Crowd |
| 2010        | iCarly                          | iCarly                                     | Drake Parker           | Epizód: iBloop                             |
| 2011        |                                 | A Fairly Odd Movie: Grow Up, Timmy Turner! | Timmy Turner           |                                            |
| 2012        | V, mint Viktória                | Victorious                                 | önmaga                 | Epizód: April Fools Blank                  |